# Montenegrinische Fußballnationalmannschaft der Frauen
Die montenegrinische Fußballnationalmannschaft der Frauen ist die offizielle Fußball-Landesauswahl des südosteuropäischen Staates Montenegro.

## Formierung
Bis 2006 war der Staat Montenegro Teil der Föderation Serbien und Montenegro und somit bestand auch die serbisch-montenegrinische Fußballnationalmannschaft. Dann wurde Montenegro ein eigenständiger Staat und die serbische Auswahl an Stelle der serbisch-montenegrinischen Auswahl, da Serbien als politischer Nachfolgestaat Serbien-Montenegros gilt. Der montenegrinische Fußballverband musste sich neu gründen.

## Geschichte
Während die montenegrinische Männernationalmannschaft bereits am 24. März 2007 ihr erstes Länderspiel machte, fand das erste Länderspiel der Frauen erst am 13. März 2012 am. Gegen Bosnien-Herzegowina unterlag man mit 2:3; mit dem zwischenzeitlichen 1:1-Ausgleich in der 58. Spielminute gelang Tina Malesija das erste Tor für die Mannschaft. Zwei Tage später kam es gegen denselben Gegner zu einem 2:2.
Im April 2013 nahm die Mannschaft zum ersten Mal an der Qualifikation zu einer WM teil und erreichte beim Turnier in Litauen nach einem 3:3 gegen die Färöer mit dem 2:0 gegen Georgien den ersten Sieg und nach einem weiteren Remis gegen Litauen die eigentliche Qualifikation, die im Herbst 2013 begann. Nach sieben Niederlagen in den ersten sieben Spielen hatte Montenegro aber bereits drei Spieltage vor Ende der Qualifikation keine Chance mehr sich für die WM zu qualifizieren.

### Aufstellung des ersten Spiels
- Tor: Ivana Čađenović
- Abwehr: Željka Radanović, Miroslava Velašević (Jelena Vešović), Tijana Popović, Irena Bjelica
- Mittelfeld: Suzana Vujošević (Jasna Đoković), Ivona Turčinović (Jovana Mrkić)
- Angriff: Tina Malesija (Andrea Vidić), Slađana Bulatović, Marija Vukčević, Armisa Kuč

## Turnierbilanz

### Weltmeisterschaft
| - 1991: Keine Teilnahme, da Teil Jugoslawiens, die aber auch nicht teilnahm. - 1995: Die Auswahl Jugoslawiens war wegen des Bürgerkrieges in Jugoslawien nicht zugelassen. - 1999: Die Auswahl Jugoslawiens konnte sich für den Aufstieg in die Kategorie A qualifizieren. - 2003: Die Auswahl Jugoslawiens konnte sich für den Aufstieg in die Kategorie A qualifizieren. - 2007–2011: nicht teilgenommen (erstes Spiel erst 2012) - 2015: nicht qualifiziert - 2019: nicht qualifiziert - 2023: nicht qualifiziert |

### Europameisterschaft
- 1984–1993: nicht teilgenommen (Teil Jugoslawiens)
- 1995–2005: nicht teilgenommen (Teil BR Jugoslawiens und Serbien-Montenegros)
- 2009: nicht teilgenommen
- 2013: nicht teilgenommen
- 2017: nicht qualifiziert
- 2022: nicht qualifiziert
- 2025: nicht qualifiziert

### Olympische Spiele
Die Qualifikation erfolgte bis zu den Spielen im Jahr 2020 über die vorherige WM-Endrunde, ab den Spielen 2024 werden die Teilnehmer über die zuvor ausgetragene UEFA Women’s Nations League ermittelt.
- 1993–2004: nicht teilgenommen (Teil der BR Jugoslawien bzw. Serbien-Montenegros)
- 2008: nicht teilgenommen
- 2012: nicht teilgenommen
- 2016: nicht qualifiziert
- 2020: nicht qualifiziert
- 2024: Keine Möglichkeit sich zu qualifizieren

### Nations League
- 2023/24: Liga C3 – 2. Platz, Play-Off gegen Nordirland verloren
- 2025: Liga C4 – 1. Platz, Aufstieg in Liga B für die Qualifikation zur WM 2027

## Spiele gegen Nationalmannschaften deutschsprachiger Länder
Alle Ergebnisse aus montenegrinischer Sicht.

### Deutschland
| Datum              | Ort       | Ergebnis | Anlass           |
| ------------------ | --------- | -------- | ---------------- |
| 31. August 2019    | Kassel    | 0:10     | EM-Qualifikation |
| 22. September 2020 | Podgorica | 0:3      | EM-Qualifikation |